# Бабошкин, Анатолий Васильевич
Анатолий Васильевич Бабошкин (род. 9 июля 1953 года,  Красная речка, Дергачёвский район, Саратовская область) — российский государственный деятель, депутат Государственной Думы четвёртого созыва. Кандидат экономических наук.

## Краткая биография
Анатолий Бабошкин родился 9 июля 1953 года в Дергачёвском районе Саратовской области.
В 1976 году окончил Саратовский государственный аграрный университет, позднее Российскую академию народного хозяйства и государственной службы при Президенте Российской Федерации и Российский экономический университет имени Г. В. Плеханова.
В декабре 2003 года был избран депутатом Государственной Думы IV созыва. В 2007 году сложил депутатские полномочия.
Женат, имеет сына и дочь.